# Conus ammiralis
Espèce
Conus ammiralis est une espèce de mollusques gastéropodes marins de la famille des Conidae.
Comme toutes les espèces du genre Conus, ces escargots sont prédateurs et venimeux. Ils sont capables de « piquer » les humains et doivent donc être manipulés avec précaution, voire pas du tout.

## Description
La taille de la coquille varie entre 35 mm et 109 mm. La couleur de la coquille est châtain avec des lignes tournantes plus foncées, et des bandes supérieures, basales et une ou deux bandes approximatives, finement réticulées de jaune sur un fond blanc. Ce motif est recouvert de grandes taches blanches triangulaires disposées de façon irrégulière. 

## Distribution
Cette espèce est présente dans la Mer Rouge et les Mascareignes ; dans le Pacifique indo-occidental au large des Fidji, de l'Indochine, de l'Indo-Malaisie, des Îles Marshall, de la Nouvelle-Calédonie, des Îles Salomon, de la Thaïlande, du Vanuatu et de l'Australie (Territoire du Nord, Queensland, Australie-Occidentale).

### Niveau de risque d’extinction de l’espèce
Selon l'analyse de l'UICN réalisée en 2011 pour la définition du niveau de risque d'extinction, cette espèce est présente du Mozambique au Kenya et également aux Seychelles, à la Réunion et aux îles Andaman, à l'est jusqu'aux îles Marshall et aux Fidji, y compris le nord de l'Australie, et au nord jusqu'au Japon. En tant qu'espèce très répandue, relativement commune et ne présentant pas de menaces évidentes, cette espèce a été évaluée comme étant de préoccupation mineure.

## Taxonomie

### Publication originale
L'espèce Conus ammiralis a été décrite pour la première fois en 1758 par le naturaliste suédois Carl von Linné dans « la 10ème édition du Systema Naturæ »,.

### Synonymes
- Conus (Cylinder) ammiralis Linnaeus, 1758 · appellation alternative
- Conus ammiralis  var. archithalassus Hwass, 1792 · non accepté
- Conus ammiralis  var. australis Dautzenberg, 1937 · non accepté
- Conus ammiralis  var. coronatus Gmelin, 1791 · non accepté
- Conus ammiralis  var. crebrimaculata Dautzenberg, 1937 · non accepté
- Conus ammiralis  var. donovani Dautzenberg, 1937 · non accepté
- Conus ammiralis  var. extraordinarius Hwass, 1792 · non accepté
- Conus ammiralis  var. larvatus Gmelin, 1791 · non accepté
- Conus ammiralis  var. occidentalis Linnaeus, 1758 · non accepté
- Conus ammiralis  var. ordinarius Linnaeus, 1758 · non accepté
- Conus ammiralis  var. palinurus Hwass, 1792 · non accepté
- Conus ammiralis  var. personatus Hwass, 1792 · non accepté
- Conus ammiralis  var. polyzonus Hwass, 1792 · non accepté
- Conus ammiralis  var. summus Linnaeus, 1758 · non accepté
- Conus ammiralis  var. trifasciata Spalowsky, 1795 · non accepté
- Conus architalassus [Lightfoot], 1786 · non accepté
- Conus textile  var. abbreviata Dautzenberg, 1937 · non accepté

### Sous-espèces
- Conus ammiralis pseudocedonulli Blainville, 1818 accepté en tant que Conus pseudocedonulli Blainville, 1818
- Variété Conus ammiralis var. anglicus Gmelin, 1791 accepté en tant que Conus coccineus Gmelin, 1791
- Variété Conus ammiralis var. archithalassus Hwass, 1792 accepté en tant que Conus ammiralis Linnaeus, 1758
- Variété Conus ammiralis var. australis Dautzenberg, 1937 accepté en tant que Conus ammiralis Linnaeus, 1758
- Variété Conus ammiralis var. cedonulli Linnaeus, 1767 accepté en tant que Conus cedonulli Linnaeus, 1767
- Variété Conus ammiralis var. coronatus Gmelin, 1791 accepté en tant que Conus ammiralis Linnaeus, 1758
- Variété Conus ammiralis var. crebrimaculata Dautzenberg, 1937 accepté en tant que Conus ammiralis Linnaeus, 1758
- Variété Conus ammiralis var. donovani Dautzenberg, 1937 accepté en tant que Conus ammiralis Linnaeus, 1758
- Variété Conus ammiralis var. extraordinarius Hwass, 1792 accepté en tant que Conus ammiralis Linnaeus, 1758
- Variété Conus ammiralis var. larvatus Gmelin, 1791 accepté en tant que Conus ammiralis Linnaeus, 1758
- Variété Conus ammiralis var. occidentalis Linnaeus, 1758 accepté en tant que Conus ammiralis Linnaeus, 1758
- Variété Conus ammiralis var. ordinarius Linnaeus, 1758 accepté en tant que Conus ammiralis Linnaeus, 1758
- Variété Conus ammiralis var. palinurus Hwass, 1792 accepté en tant que Conus ammiralis Linnaeus, 1758
- Variété Conus ammiralis var. personatus Hwass, 1792 accepté en tant que Conus ammiralis Linnaeus, 1758
- Variété Conus ammiralis var. polyzonus Hwass, 1792 accepté en tant que Conus ammiralis Linnaeus, 1758
- Variété Conus ammiralis var. regius Gmelin, 1791 accepté en tant que Conus regius Gmelin, 1791
- Variété Conus ammiralis var. summus Linnaeus, 1758 accepté en tant que Conus ammiralis Linnaeus, 1758
- Variété Conus ammiralis var. trifasciata Spalowsky, 1795 accepté en tant que Conus ammiralis Linnaeus, 1758